# Urocissa whiteheadi
La gazza alibianche (Urocissa whiteheadi Ogilvie-Grant, 1899) è un uccello passeriforme appartenente alla famiglia Corvidae.

## Etimologia
Il nome scientifico della specie, whiteheadi, rappresenta un omaggio all'esploratore inglese John Whitehead.

## Descrizione

### Dimensioni
Misura 43-46 cm di lunghezza, per 200 g di peso.

### Aspetto
Si tratta di uccelli dall'aspetto massiccio e robusto, muniti di grossa testa di forma ovale, forte becco conico, ali digitate e coda lunga quanto il corpo.
Il piumaggio è di colore nero-brunastro su testa, petto, parte superiore del ventre e dorso, mentre il sottocoda e la parte piumata delle zampe sono di colore biancastro: bianche sono anche le penne di codione (con base nerastra), le punte delle penne della coda, le remiganti secondarie e le punte delle copritrici, a formare una caratteristica doppia zebratura bianconera sulle ali (alla quale la specie deve il proprio nome comune), che per il resto sono nere, così come rimanente parte della coda.
Il becco, così come le zampe ed il cerchio perioculare, è di colore giallo-arancio: gli occhi sono di colore bruno-rossicco.

## Biologia
Si tratta di uccelli diurni e tendenzialmente gregari, i quali vivono in gruppetti che si muovono incessantemente fra il suolo e i rami di alberi e cespugli alla ricerca di cibo.
Piuttosto timidi, è tuttavia facile udire i loro richiami, in quanto si tratta di uccelli piuttosto vocali: le vocalizzazioni della gazza alibianche sono piuttosto varie e vanno da dei pigolii acuti a degli aspri gracchi ripetuti di frequente.

### Alimentazione
La gazza alibianche è un uccello onnivoro, che si nutre di insetti, invertebrati e piccoli invertebrati, nonché di bacche e frutta matura.

### Riproduzione
La stagione riproduttiva si estende fra aprile ed agosto: il nido ha una forma a coppa ed è piuttosto largo, e viene edificato con rametti e fibre vegetali intrecciati. Si conosce poco altro circa le abitudini riproduttive di questi uccelli, tuttavia il fatto che sia possibile osservarli in gruppi durante tutto l'anno (stagione degli amori inclusa) lascerebbe supporre che le coppe in amore si avvalgano durante l'allevamento della prole dell'aiuto di altri individui (in genere giovani non riproduttivi di nidiate precedenti), similmente a quanto è possibile osservare in altri corvidi e anche in alcune specie congeneri.

## Distribuzione e habitat
La gazza alibianche popola l'area affacciata sul golfo del Tonchino, comprendente l'Annam centro-settentrionale, il Tonchino e Hainan, e spingendosi verso l'interno nel Laos centrale e nord-orientale, giungendo vero nord (sebbene con areale irregolare e frammentario) in Sichuan, Yunnan meridionale e Guangxi.
L'habitat di questi uccelli è rappresentato dalla foresta sempreverde subtropicale di pianura, sia primaria e secondaria: questi uccelli colonizzano senza grossi problemi anche le aree confinanti con le zone coltivate e i campi da taglio.

## Tassonomia
Se ne riconoscono due sottospecie:
- Urocissa whiteheadi whiteheadi Ogilvie-Grant, 1899 - la sottospecie nominale, endemica di Hainan;
- Urocissa whiteheadi xanthomelana (Delacour, 1927) - diffusa nella porzione continentale dell'areale occupato dalla specie;

Alcuni autori riconoscerebbero la sottospecie xanthomelana, più grossa e scura e dalle ali più lunghe in rapporto al corpo, come specie a sé stante, col nome di U. xanthomelana.
A causa del suo aspetto divergente rispetto alle gazze blu del genere Urocissa, alcuni studiosi hanno proposto di spostare la gazza alibianche in un proprio genere monotipico, Cissopica: a livello genetico, tuttavia, questi uccelli non divergono così marcatamente dalle altre specie da giustificare tale spostamento.